# Geranomyia taleola
Geranomyia taleola is een tweevleugelige uit de familie steltmuggen (Limoniidae). De soort komt voor in het Afrotropisch gebied.